# Čentiba
Čentiba (pronunciación eslovena: [tʃɛnˈtiːba]; húngaro: Csente) es una localidad eslovena perteneciente al municipio de Lendava en el este del país.
En 2019, la localidad tenía una población de 820 habitantes.
Fue fundada en 1379 como una finca rústica que Luis I de Hungría concedió a la familia noble Bánffy de Alsólendva. Con el tiempo, la finca se desarrolló como localidad, que en 1910 pertenecía al condado de Zala, con una mayoría étnica magiar y una importante minoría eslovena. En 1919 se incorporó al reino de los Serbios, Croatas y Eslovenos.
La localidad se ubica en la periferia suroriental de la capital municipal Lendava, junto a la frontera con Hungría.